# Гления
Гления (лат. Glehnia) — род травянистых растений семейства Зонтичные (Apiaceae). Единственный вид — Гления прибрежная (лат. Glehnia littoralis). 

## Название
Род назван в честь Петра Петровича Глена (1835-1876), исследователя Амура и Сахалина, флориста, работавшего в Петербургском ботаническом саду.
Синоним латинского названия рода — Phellopterus Benth..
Синонимы научного названия вида:
- Cymopterus glaber (A.Gray) Black
- Cymopterus littoralis J.G.Cooper & A.Gray
- Phellopterus littoralis (A.Gray) F.Schmidt
- Phellopterus littoralis (F.Schmidt ex Miq.) Benth.

## Распространение и экология
В природе ареал вида охватывает Дальний Восток России, Китай, Корейский полуостров, Тайвань, Японию и западное побережье Северной Америки.
Произрастает на приморских песках.

## Ботаническое описание
Корень длинный, довольно толстый, мясистый, толщиной 0,5—1,5 см. Стебли толстоватые, высотой 10—40 см, простые или немного ветвистые, густо и курчаво, почти войлочно, опушённые, с одним-тремя листьями или же иногда безлистные.
Прикорневые листья в числе нескольких, дважды перисто-рассечённые, нередко с более сильно развитыми нижними первичными долями и иногда кажущиеся тройчатыми, на длинных, при основании расширенных во влагалище, равных пластинке, войлочно опушенных черешках; литовые пластигки в общем очертании широкотреугольно-яйцевидная, длиной 5—12 см, в нижней части такой же ширины; первичные доли перисто-раздельные с одной-двумя парами долей второго порядка, снабженных одним крупным зубцом в нижней части, сегменты последнего порядка — яйцевидные, наверху тупые, по краям с треугольными хрящеватыми зубцами (городчато-пильчатые). Стеблевые листья с расширенным во влагалище основанием, иногда редуцированы до влагалища. 
Зонтики в числе 1—5, собраны на конце стебля и ветвей, в поперечнике 4—10 см, с 10—16 неравными, войлочно-опушёнными лучами. Обёрточка многолистная, из 9—13 линейно-ланцетовидных, густо-опушённых листочков, равных или превышающих по длине цветоножки. Пыльники тёмно-фиолетовые.
Плод широкояйцевидный, длиной 6 мм, шириной 4 мм, с крылатыми рёбрами, опушённый членистыми мягкими волосками. 
Цветение в июне — июле. Плодоношение в августе.